# Zygnemomyces echinulatus
Zygnemomyces echinulatus är en svampart som beskrevs av K. Miura 1973. Zygnemomyces echinulatus ingår i släktet Zygnemomyces och familjen Meristacraceae.   Inga underarter finns listade i Catalogue of Life.